# Chaco Austral

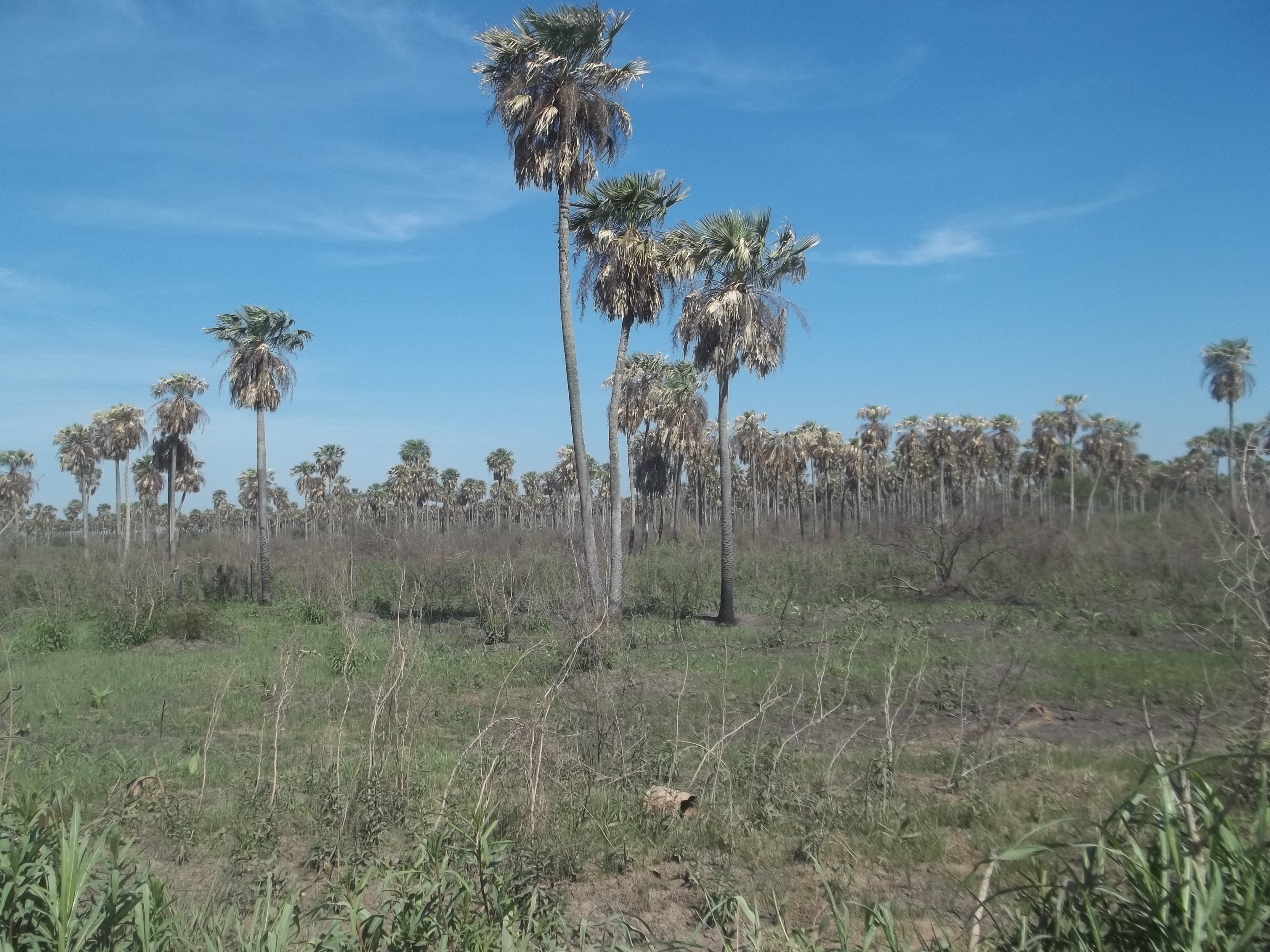
Krajobraz Chaco Austral

Chaco Austral – region geograficzny w północnej Argentynie, stanowiący południową część Gran Chaco.
Region ten rozciąga się na obszarze około 171 000 km², pomiędzy rzeką Bermejo na północy a Salado na południu. Administracyjnie Chaco Austral znajduje się w granicach prowincji Chaco, a także w północno-wschodniej części prowincji Santiago del Estero i środkowej części Salta.